# JP233
JP233 originalmente conhecido como LAAAS (Low-Altitude Airfield Attack System), foi um sistema britânico de entrega de munições consistindo em um grande casulo carregando centenas de submunições designadas para atacar pistas.  Cada JP233 carregado pelos Tornados eram divididos em uma seção dianteira com 30 submunições SG-357 usadas para destruir as pistas de decolagem, enquanto a seção traseira carregava 215 minas antipessoais. Ambos os tipos de submunições eram retardadas por pequenos paraquedas.
O uso dessas armas era perigoso para as tripulações das aeronaves, já que requeria que a aeronave voasse baixo, em linha e nível com a base aérea inimiga, e os casulos só dispensariam a sua carga sobre as pistas. Durante a Guerra do Golfo, foi reportado na mídia que aviões de combate Tornados foram abatidos pela artilharia antiaérea e MANPADS durante o lançamento de munições da JP233.

## Leitura posterior
- New British anti-airfield weapon, Flight International.